# Pepe Colubi
José Colubi Cosmen (Madrid, 29 de maig de 1966) és un humorista, escriptor, periodista i guionista espanyol oriünd de Cangas del Narcea (Astúries).

## Carrera
Actualment participa, al costat de Javier Coronas i Javier Cansado, a Ilustres ignorantes, programa emès a Canal+ des de novembre de 2008 fins 2016, any en què va començar a emetre's a #0, el canal de Movistar+. També publica una columna a Cinemanía des del 2006.
A televisió ha col·laborat en el programa Channel núm.4 de la cadena de televisió Cuatro, des del seu inici el novembre de 2005 fins a la seva última emissió el 22 de febrer de 2008. També ha participat en dos programes de Paramount Comedy: Noche sin tregua i Nada que perder. A més, ha estat guionista de Sobre la marcha (Canal+), El Hormiguero (Cuatro), Lo más plus (Canal+), Más te vale XXL (Canal+), Nada que perder (Paramount Comedy) i La última noche (Telecinco). Entre 2009 i 2012 va comentar les retransmissions dels Globus d'Or i dels Oscar a Canal+. En 2016 va comentar la gala dels Oscar a Movistar+.
En premsa escrita ha publicat habitualment a El Jueves (des de 2006 fins a 2014, quan va abandonar la revista i va passar a col·laborar amb la publicació digital Orgullo y Satisfacción), La Nueva España, Rolling Stone, La Mirada, Diario 16, Tiempo, Batonga, El País de las Tentaciones o tvMANÍA, suplement televisiu del diari La Vanguardia. A la ràdio ha col·laborat a La Ventana de Gemma Nierga, Carrusel de verano de Pachi Poncela i Hoy por hoy de Pedro Blanco (Cadena SER) o Día a la vista de Jordi González (Ràdio 4). Entre altres col·laboracions va treballar en 12 edicions del Festival Internacional de Cinema de Gijón.
És autor dels textos promocionals (pressbook, pàgines web, notes de premsa, etc) de les següents pel·lícules: La gran aventura de Mortadelo y Filemón, El lápiz del carpintero, Lo mejor que le puede pasar a un cruasán, XXL, Cándida, La luna en botella i Promoción fantasma.
El 2016 fitxa pel programa #Likes a Movistar+ produït per 7 y Acción. Aquest magacine diari d'actualitat i xarxes socials va estar presentat per Raquel Sánchez-Silva fins a la seva cancel·lació, a la fi de novembre de 2017.

## Llibres editats
- El ritmo de las tribus (amb dibuixos de Mauro Entrialgo i pròleg d'El Gran Wyoming) (Alba Editorial, 1997). ISBN 9788488730350
- La tele que me parió (Alba Editorial, 1999). ISBN 9788497932189
- La gran aventura de Mortadelo y Filemón (llibre oficial de la pel·lícula, Ediciones B, 2003). ISBN 8466610006
- La tele que me parió (edició revisada, Random House Mondadori, 2003). ISBN 9788489846852
- Seguimos locos... ¿Y qué? (Temas de hoy, 2004). ISBN 9788484603979
- Planeta rosa (El Jueves, 2005). ISBN 9788497415705
- Diario disperso (Laria, 2006). ISBN 9788485762514
- California 83 (Espasa, 2008 y Booket, 2012). ISBN 8467005025
- ¡Pechos Fuera! (Espasa, 2009). ISBN 9788467041057
- Ilustres Ignorantes (Aguilar, 2012) ISBN 9788403013131
- Chorromoco 91 (MR Narrativa, 2014 y Booket, 2015) ISBN 9788427040977